# Shout It Out Loud
«Shout It Out Loud» — сингл американской хард-рок-группы Kiss, а также седьмая песня из их альбома Destroyer.
Сингл был выпущен 1 марта 1976, записан на студии Casablanca Records. Песня достигла в «Биллборд» Топ-40 высшей позиции в #31, что не совсем оправдало ожидания группы и лейбла.
В 1998 году, американская группа Pretty Boy Floyd сделала кавер на эту песню в альбоме Porn Stars.

## История
Идея создать эту песню пришла из творчества Wicked Lester, и именно кавера на песню группы The Hollies «I Wanna Shout». Джин Симмонс вспоминает, что припев песни 

…shout it, shout it, shout it out loud…
 образовался естественно, сам собой, когда Боб и Пол играли варианты аккордов на пианино Боба, хотя он также отмечает, что ему понравились возможно некие возможности, которых не хватало оригинальной версии в исполнении the Hollies. Боб Эцрин верит, что эта песня лучше всех остальных в альбоме охватывает эру Kiss, взаимодействие её членов и творчество группы. В интервью для KISS online он вспоминает :

Во что не верилось… мы знали точно как эта песня будет звучать, когда не прошло и пол часа.
Оригинальный текст (англ.)The thing just took off… we knew exactly what that song was going to sound like within half an hour.
— KISS online

Обложка сингла в Германии

 Это одна из немногих песен, написанных сразу в студии. История развивалась так, что эта песня также стала частью розыгрыша, когда члены группы подшутили над Джином, сказав ему, что записи сложной и болезненно давшейся им песни «Great Expectations» были только что уничтожены, что стало бы огромной катастрофой, учитывая сложность и муки, ушедшие на завершение этой песни. Однако, как упоминал Пол Стэнли, это была относительно простая как для записи дорожка, завершенная в одно утро Джином и Полом в доме Боба, перед выездом на студию. Как только идея была жестко спланирована, остальные проблемы были разрешены довольно просто и песня, отправилась с записанным в стиле, ностальгирующем по Wicked Lester, на студию Motown.
1 марта 1976 «Shout It Out Loud» была издана как первый сингл из альбома. Сознательно запланированная с целью догнать «Rock And Roll All Nite» песня была записана одна из первых в альбоме. Она достигла респектабельного #31 места в чартах с солидным десятинедельным сроком, в то время как двумя неделями позднее, 15 марта альбом Destroyer был издан в продажу. В конечном счете он достиг #11 места в чартах альбомов.

## Участники записи
Kiss:
- Джин Симмонс — бас-гитара, вокал
- Пол Стэнли — ритм-гитара, вокал
- Эйс Фрейли — ведущая гитара, бэк-вокал
- Питер Крисс — ударные, бэк-вокал

## Позиции в хит-парадах
Годовые  чарты:
| Хит-парад (1976)      | Позиция |
| --------------------- | ------- |
| Канада (RPM Year-End) | 27      |